# Nathan Delfouneso
Nathan Delfouneso (n. 2 februarie 1991 la Tyseley, Birmingham) este un fotbalist englez care evoluează pe postul de atacant la Blackpool. A evoluat la toate naționalele de tineret ale Angliei.

## Cariera

### Aston Villa
Delfouneso este un alt produs al centrului de copii și juniori al formației Aston Villa. Nathan a început să joace la echipa de rezerve și la echipa de tineret în anul sezonul 2006-2007, la doar o lună după ce a împlinit 16 ani. În sezonul 2007-2008 al campionatului rezervat echipelor de tineret, Delfouneso a ajutat-o pe Aston Villa să obțină primul loc, într-o echipă cu alți tineri talentați, cum ar fi Barry Bannan sau Marc Albrighton.
În februarie 2008, Delfouneso a semnat primul contract de senior cu Aston Villa, primind tricoul cu numărul 14 și fiind selecționat în lotul formației pentru meciul din deplasare cu Newcastle United. Nathan a debutat într-un meci oficial ca senior împotriva islandezilor de la FH Hafnarfjörður, jucând atât în tur, cât și în returul întâlnirii care a contat pentru primul tur al Cupei UEFA. Primul meci ca titular l-a jucat tot în Cupa UEFA, împotriva slovacilor de la MŠK Žilina, tot în acest meci marcând și primul său gol la seniori. Pe 17 decembrie 2008, a evoluat în dificila partidă susținută de Villa împotriva celor de la Hamburger SV, el reușind din nou să marcheze golul de onoare.
Pe plan intern, a debutat pe 4 ianuarie 2009, într-un meci de Cupa Angliei, câștigat de Villa cu 2-1. O lună mai târziu, tot în Cupa Angliei, a marcat primul său gol într-o competiție internă, în victoria obținută de Aston Villa în fața celor de la Doncaster Rovers, scor 3-1. Delfouneso a fost lăudat de antrenorul său, Martin O'Neill, pentru evoluțiile foarte bune.
Primul meci pentru Delfouneso în Premier League a fost cel de pe 15 martie 2009, când l-a înlocuit pe Gabriel Agbonlahor în repriza secundă a partidei cu Tottenham Hotspur, pierdută de Villa pe teren propriu, scor 1-2. De atunci a fost împrumutat la mai multe echipe din a doua ligă engleză.

### La națională
Nathan Delfouneso a debutat în 2006 la echipa națională sub 16 ani a Angliei, pentru care a strâns 8 partide și a marcat 3 goluri. A participat alături de aceasta la Victory Shield, o competiție desfășurată între echipele naționale U-16 ale Angliei, Scoției, Țării Galilor și Irlandei de Nord. Delfouneso a câștigat titlul de campion cu Anglia și a reușit, cu cele 3 reușite, să devină golgheterul acelei ediții.
În octombrie 2007, a debutat fulminant la echipa națională de fotbal a Angliei sub 17 ani, marcând un hat-trick într-o partidă câștigată de Anglia cu 6-0 în fața Maltei. A evoluat la această națională în 5 partide, marcând 6 goluri. Din noiembrie 2008, evoluează la echipa națională sub 19 ani, debutând într-o partidă împotriva Germaniei, în care a și marcat.